# 芋头侗寨古建筑群
26°08′18″N 109°42′26″E / 26.13833°N 109.70722°E
芋头侗寨古建筑群位于中国湖南省通道侗族自治县双江镇芋头村，2001年被列为第五批全国重点文物保护单位。
芋头侗寨始建于明洪武年间，清顺治年间大火后重建，形成七个聚居点。主要的古建筑有四座鼓楼、三座风雨桥、一座门楼、两口古井、两座萨岁台、七十八座吊脚楼以及古驿道等。

## 图集

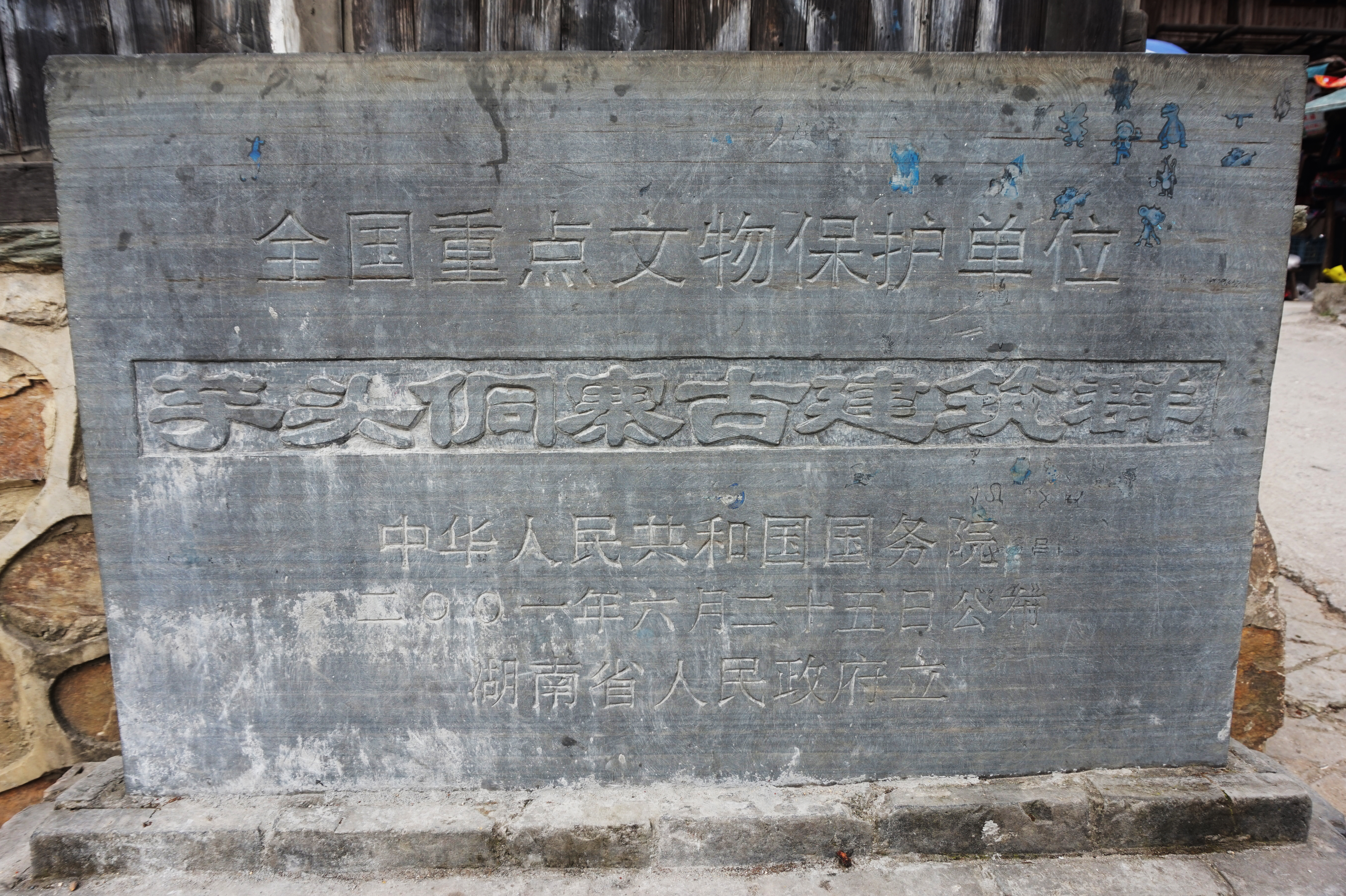
芋头侗寨古建筑群国保立碑
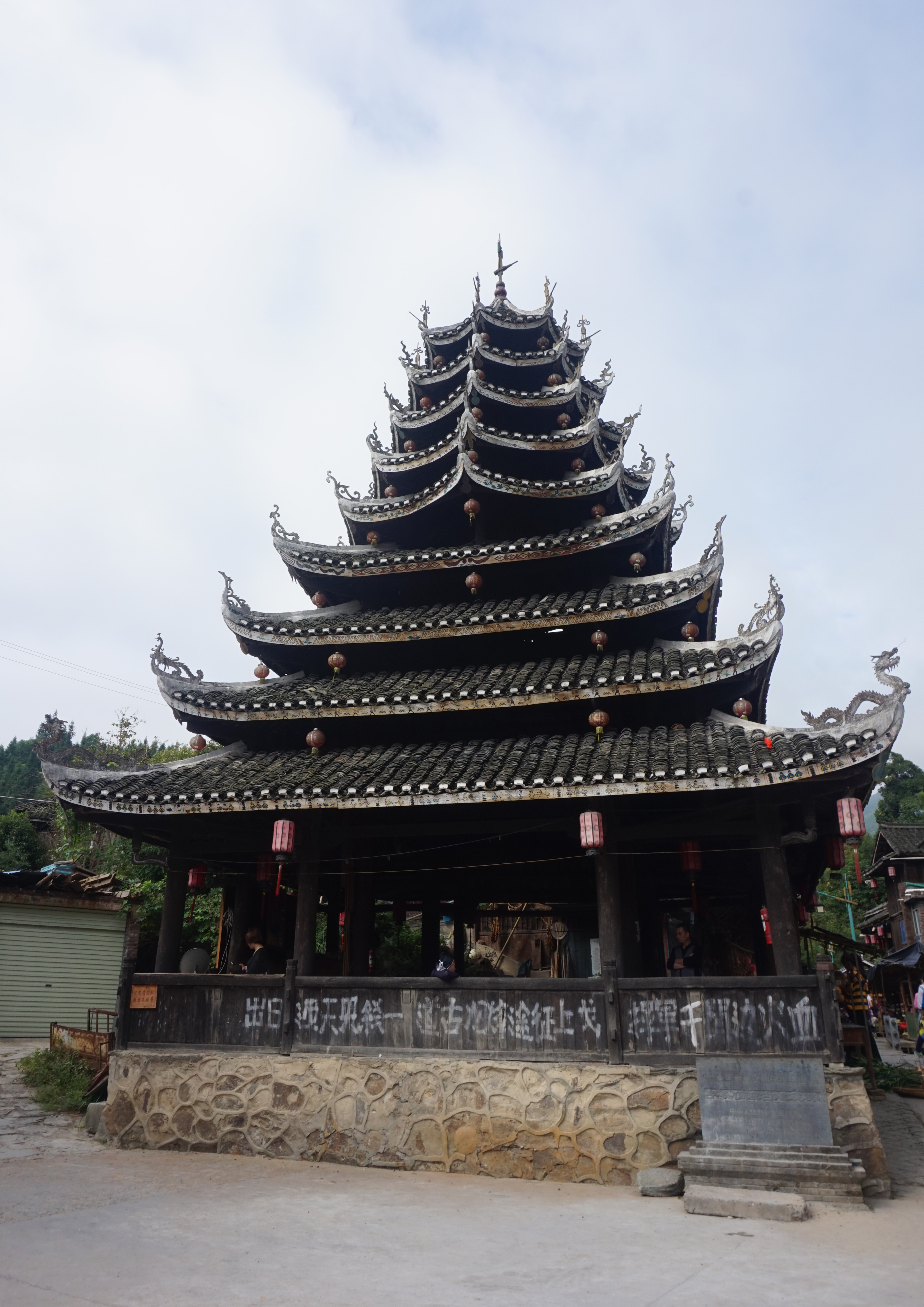
芦笙鼓楼
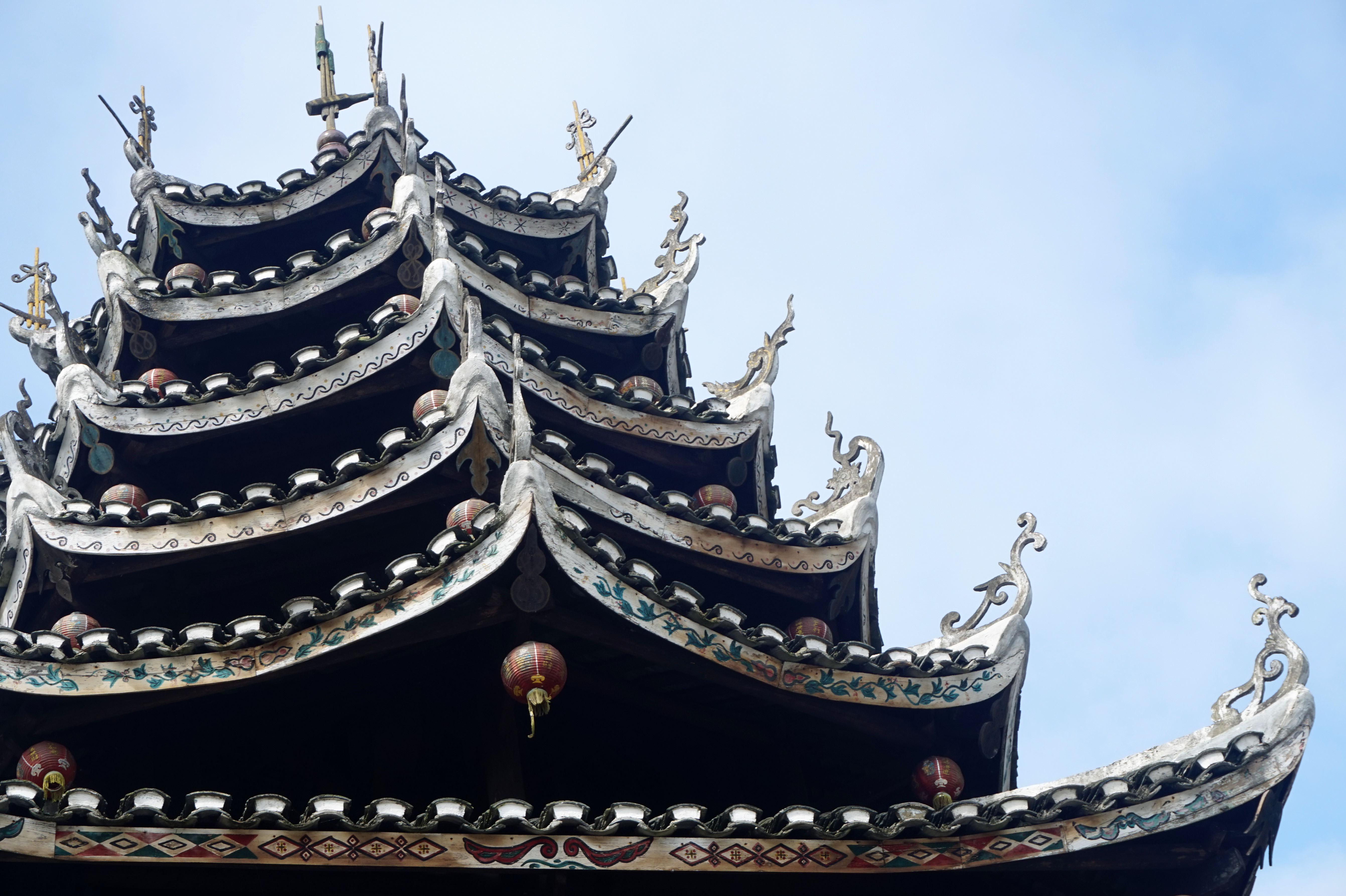
芦笙鼓楼
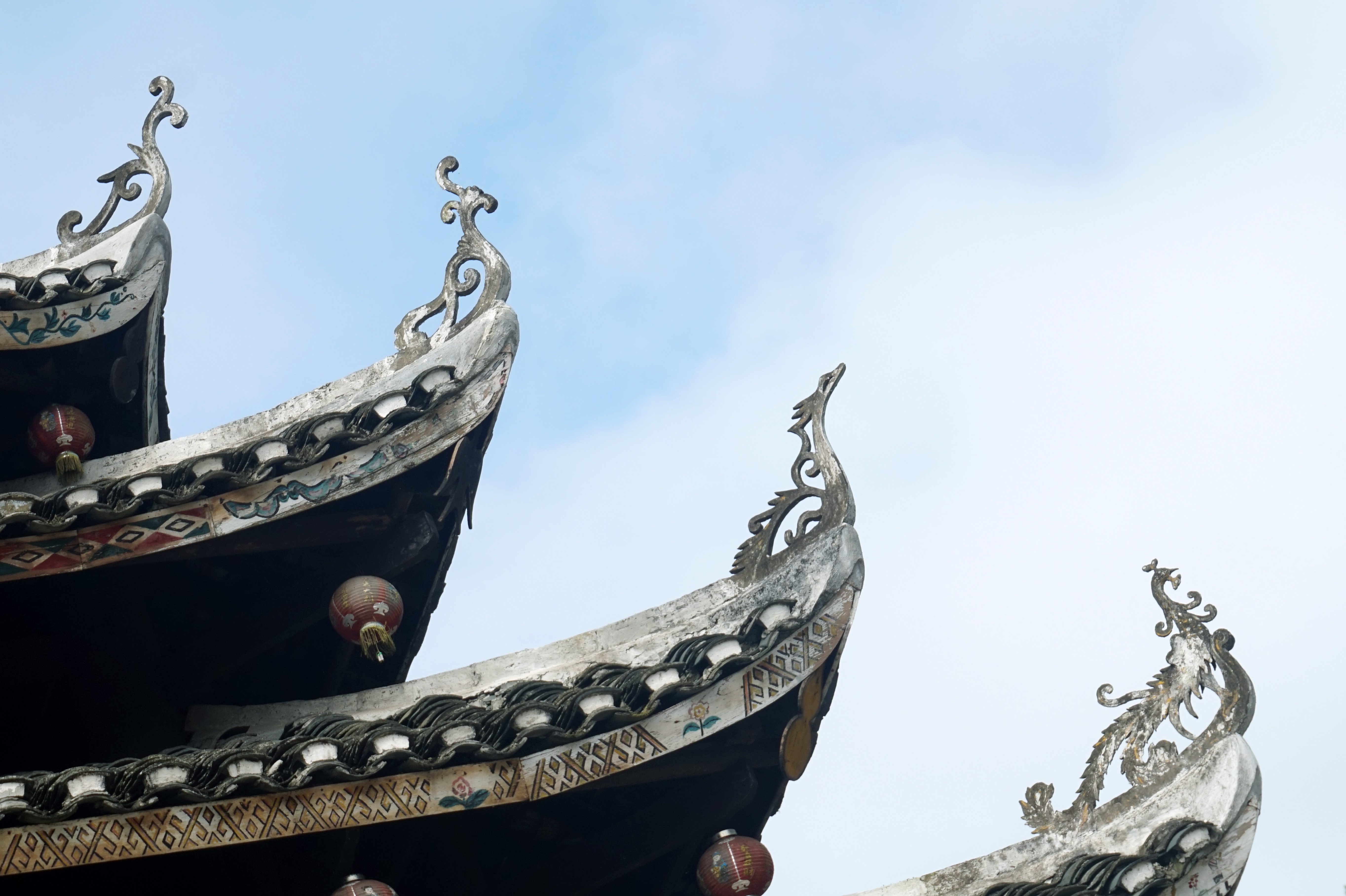
芦笙鼓楼凤饰
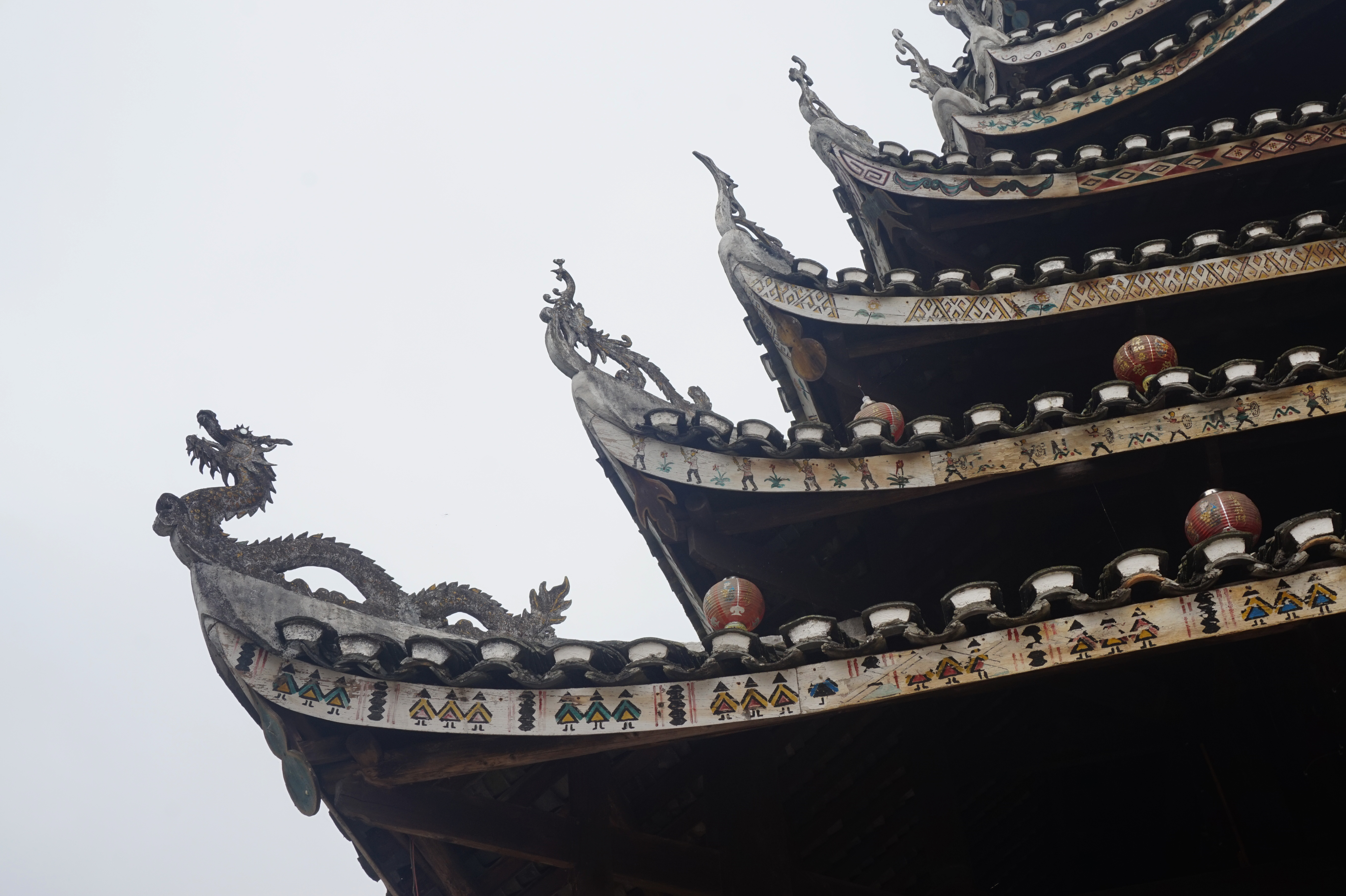
芦笙鼓楼龙饰
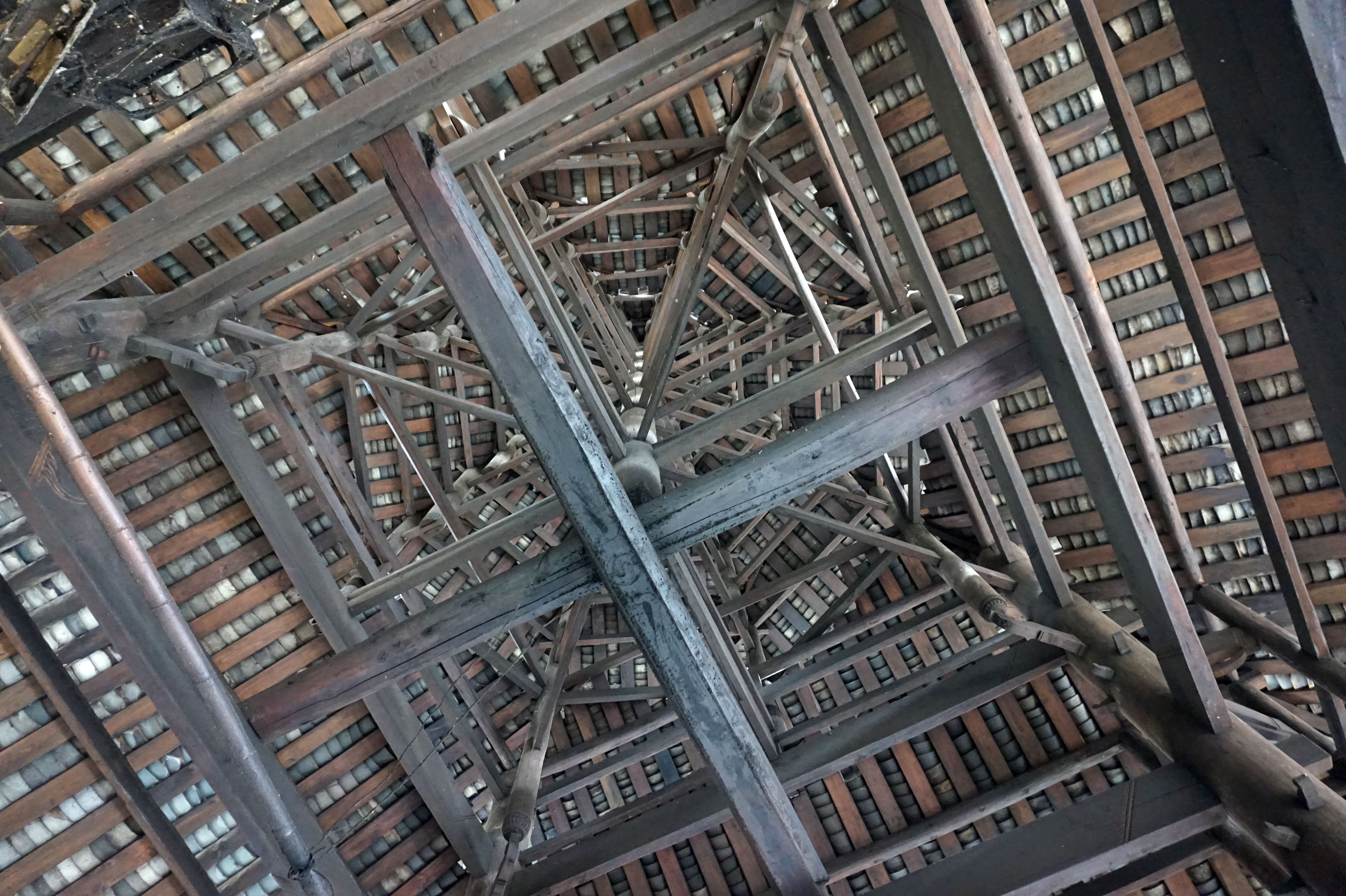
芦笙鼓楼内部